# Leprolochus levergere
Leprolochus levergere är en spindelart som beskrevs av Arno Antonio Lise 1994. Leprolochus levergere ingår i släktet Leprolochus och familjen Zodariidae. Inga underarter finns listade i Catalogue of Life.